# Sittichai Suwonprateep
Sittichai Suwonprateep (* 17. November 1980 in Samut Prakan) ist ein ehemaliger thailändischer Leichtathlet, der sich auf den Sprint spezialisiert hat.

## Sportliche Laufbahn
Erste internationale Erfahrungen sammelte Sittichai Suwonprateep im Jahr 1999, als er bei den Südostasienspielen in Bandar Seri Begawan, bei denen er in 21,23 s den vierten Platz im 200-Meter-Lauf belegte. Anschließend schied er bei den Weltmeisterschaften in Sevilla mit 21,32 s in der ersten Runde aus und verpasste mit der thailändischen 4-mal-100-Meter-Staffel mit 39,55 s den Finaleinzug. Daraufhin siegte er in 20,96 s bei den Juniorenasienmeisterschaften in Singapur über 200 m und sicherte sich im Staffelbewerb in 40,63 s die Bronzemedaille. Im Jahr darauf gewann er bei den Asienmeisterschaften in Jakarta in 20,79 s die Silbermedaille hinter dem Japaner Masahiko Fukunaga und siegte in 38,80 s gemeinsam mit Kongdech Natenee, Vissanu Sophanich und Ekkachai Janthana in der 4-mal-100-Meter-STaffel und stellte damit einen neuen Meisterschafts- und Landesrekord auf. Nur wenige Tage darauf nahm er an den Olympischen Spielen in Sydney teil und gelangte dort mit der Staffel bis ins Halbfinale und schied dort mit 39,05 s aus.
2002 gewann er bei den Asienmeisterschaften in Colombo in 21,04 s die Bronzemedaille über 200 m hinter dem Kasachen Gennadi Tschernowol und Fawzi al-Shammari aus Kuwait. Zudem verteidigte er in 38,99 s gemeinsam mit Ekkachai Janthana, Vissanu Sophanich und Reanchai Srihawong den Titel im Staffelbewerb. Anschließend gelangte er beim IAAF World Cup in Madrid mit 38,91 s auf dem fünften Platz mit der Staffel. Im Oktober nahm er erstmals an den Asienspielen im südkoreanischen Busan teil und schied dort mit 10,47 s im Halbfinale im 100-Meter-Lauf aus und klassierte sich mit 20,79 s auf dem sechsten Platz über 200 m. Zudem siegte er in 38,82 s gemeinsam mit Reanchai Srihawong, Ekkachai Janthana und Vissanu Sophanich in der 4-mal-100-Meter-Staffel und stellte damit einen neuen Spielerekord auf. Im Jahr darauf wurde er bei den Weltmeisterschaften nahe Paris in der ersten Runde über 200 m disqualifiziert und anschließend gelangte er bei den Asienmeisterschaften in Manila nach 10,48 s auf den sechsten Platz über 100 m und schied über 200 m mit 23,77 s im Vorlauf aus. Zudem sicherte er sich in 39,57 s die Silbermedaille im Staffelbewerb hinter der Mannschaft aus der Volksrepublik China. Daraufhin belegte er bei den Afroasiatischen Spielen in Hyderabad in 21,21 s den fünften Platz über 200 m und wurde im Staffelbewerb nach 39,85 s Vierter. Im Dezember gewann er bei den Südostasienspielen in Hanoi in 10,50 s die Silbermedaille hinter dem Malaysier Nazmizan Mohamad und auch über 200 m musste er sich mit 21,23 s nur dem Malaysier geschlagen geben. Zudem siegte er in 40,05 s in der 4-mal-100-Meter-Staffel.
2005 nahm er an der Sommer-Universiade in Izmir teil und schied dort mit 21,34 s im Viertelfinale über 200 m aus. Anschließend gewann er bei den Asienmeisterschaften in Incheon in 39,23 s gemeinsam mit Seksan Wongsala, Wachara Sondee und Ekkachai Janthana die Silbermedaille im Staffelbewerb hinter dem japanischen Team. Daraufhin siegte er in 20,94 s über 200 m bei den Südostasienspielen in Manila und siegte mit 39,74 s auch mit der Staffel. Im Jahr darauf nahm er erneut an den Asienspielen in Doha teil und schied dort mit 23,87 s in der ersten Runde über 200 m aus. Zudem sicherte er sich in 39,21 s gemeinsam mit Seksan Wongsala, Wachara Sondee und Ekkachai Janthana die Goldmedaille im Staffelbewerb. 2007 siegte er in 39,34 s gemeinsam mit Taweesak Pooltong, Wachara Sondee und Sompote Suwannarangsri in der 4-mal-100-Meter-Staffel und anschließend schied er bei den Studentenweltspielen in Bangkok mit 22,08 s im Viertelfinale über 200 m aus und siegte in 39,15 s im Staffelbewerb. Daraufhin kam er bei den Weltmeisterschaften in Osaka mit 21,87 s nicht über die ersten Runde über 200 m hinaus, gewann dann aber bei den Südostasienspielen in Nakhon Ratchasima in 20,84 s die Silbermedaille über 200 m hinter dem Indonesier Suryo Agung Wibowo und siegte mit 38,95 s im Staffelbewerb. Im Jahr darauf nahm er mit der Staffel erneut an den Olympischen Spielen in Peking teil, verpasste dort aber mit 39,40 s den Finaleinzug.
2009 zog er bei den Weltmeisterschaften in Berlin mit der Staffel mit 39,73 s ebenfalls nicht ins Finale ein und schied anschließend bei den Asienmeisterschaften in Guangzhou mit 21,71 s im Vorlauf über 200 m aus und belegte mit der Staffel in 39,57 s den vierten Platz. Daraufhin sicherte er sich bei den Südostasienspielen in Vientiane in 21,12 s die Silbermedaille hinter dem Indonesier Suryo Agung Wibowo und gewann mit der Staffel in 39,34 s die Goldmedaille. Im Jahr darauf nahm er mit der Staffel ein letztes Mal an den Asienspielen in Guangzhou teil und gewann dort in 39,09 s gemeinsam mit Poommanus Jankem, Wachara Sondee und Jirapong Meenapra die Bronzemedaille hinter den Teams aus der Volksrepublik China und Taiwan. Daraufhin beendete er seine aktive sportliche Karriere im Alter von 30 Jahren.
In den Jahren von 2003 bis 2007 sowie 2009 wurde Suwonprateep thailändischer Meister im 200-Meter-Lauf sowie 2004 auch über 100 m.

## Persönliche Bestleistungen
- 100 Meter: 10,36 s (−0,1 m/s), 10. September 2006 in Suphan Buri
- 200 Meter: 20,75 s (−0,6 m/s), 11. September 2006 in Suphan Buri